# Pigen fra Værelse Nr. 29
Pigen fra Værelse Nr. 29 er en amerikansk stumfilm fra 1920 af John Ford.

## Medvirkende
- Frank Mayo som Laurie Devon
- Elinor Fair som Barbara Devon
- Claire Anderson som Doris Williams
- Robert Bolder som Jacob Epstein
- Ruth Royce som Billie
- Ray Ripley som Ransome Shaw
- Bull Montana
- Arthur Hoyt som Valet